# Pô

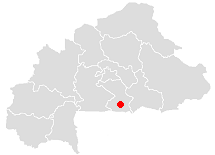
Pôs läge i Burkina Faso.

Pô är en stad och kommun i södra Burkina Faso och är administrativ huvudort för provinsen Nahouri. Staden hade 24 320 invånare vid folkräkningen 2006, med totalt 51 552 invånare i hela kommunen.